# Typopsilopa spinulosa
Typopsilopa spinulosa är en tvåvingeart som beskrevs av Wirth 1968. Typopsilopa spinulosa ingår i släktet Typopsilopa och familjen vattenflugor. Inga underarter finns listade i Catalogue of Life.